# Майстерня
Майсте́рня — кімната, приміщення чи цілий будинок з набором інструментів, у яких ремісник виготовляє товари.

## Історія

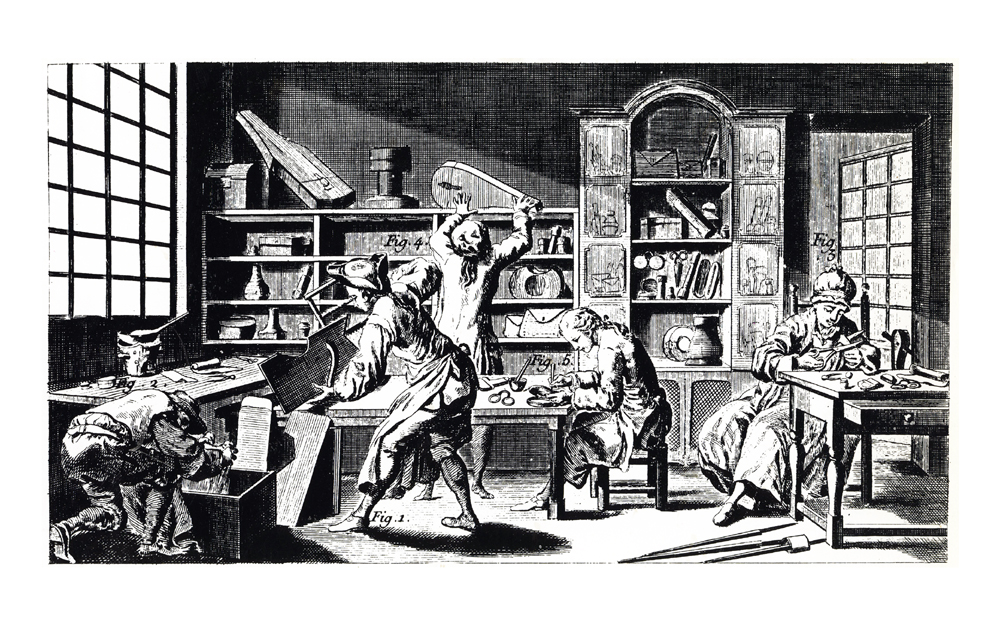
Майстерня XVIII ст.

До індустріальної революції майстерня була єдиним місцем, де виготовлялися товари. Виробництво товарів відбувалося вручну. Майстерня розміщувалася на першому поверсі помешкання ремісника. Зазвичай, майстерня правила за крамницю, де ремісник продавав вироблені ним речі.
У ремісничій майстерні міг працювати як один майстер, так і його учні-підмайстри, які вивчивши технологію створення того чи іншого виробу, могли відкрити власну майстерню і конкурувати з колишнім вчителем.